# Операции возмездия
Операции возмездия (ивр. פעולות התגמול‎, Пеулот ха-тагмуль) — рейды, проводимые силами обороны Израиля в 1950-х и 1960-х годах в ответ на частые атаки федаинов, в ходе которых вооруженные арабские боевики проникли в Израиль из Сирии, Египта и Иордании для совершения нападения на израильских гражданских лиц и солдат. Большинство операций следовало за рейдами, которые привели к гибели израильтян. Целью этих операций было создание сдерживающего фактора и предотвращение последующих атак. Два других фактора, стоящих за набегами, по мнению историка Бени Морриса, были восстановление общественного духа и обучение вновь сформированных армейских подразделений.
Операции возмездия проводились после набегов боевиков в Израиль в течение всего периода от арабо-израильской войны 1948 года до октября 1956 года. Большинство операций следовало за рейдами, которые привели к гибели израильтян. С 1949 по 1954 год операции возмездия были направлены против Иордании. В 1954 году иорданские власти решили обуздать проникновения из-за ожесточенной израильской деятельности, и количество проникновений через границу из Иордании существенно сократилось, наряду с числом жертв. Армия обороны Израиля прекратила операции возмездия против Иордании с сентября того же года.
С 1949 года были вторжения из контролируемого Египтом сектора Газа, и египетские власти пытались обуздать их.
С февраля 1954 года египетские солдаты открыли огонь по израильским пограничным патрулям, а разведчики из сектора Газа установили мины на маршрутах патрулирования, помимо обычных проникновений. Тем не менее, Моше Шарет, израильский премьер-министр, не санкционировал акции возмездия на Египет. В середине 1954 года высокопоставленная египетская военная разведка в секторе Газа сообщила: «Основной целью военного присутствия вдоль линии перемирия является предотвращение проникновения, но палестинские войска поощряют движение разведчиков и совершают атаки вдоль линии».
В 1955 году Бен-Гурион вернулся в правительство, и была санкционирована операция возмездия против египетского военного лагеря возле Газы после того, как в центре Израиля было совершено убийство израильтянина агентами египетской разведки. В ходе операции Армия обороны Израиля потеряли восемь солдат, а египтяне — 38 солдат. Позже Насер утверждал, что эта операция послужила причиной чешской сделки с оружием, хотя Египет ранее подписывал контракты с Чехословакией (которые так и не были осуществлены). Насер отказался отдать приказ своей армии прекратить огонь по израильским патрулям. Более того, эта стрельба усилилась после рейда в Газе. Согласно израильским статистическим данным о жертвах, 7 или 8 израильтян ежегодно погибали инфильтрантами из Газы с 1951 по 1954 год, с резким увеличением до 48 в 1955 году.
Бен-Гурион продолжал придерживаться статус-кво, и следовал условиям режима перемирия, но в сентябре 1955 года Египет ужесточил блокаду Тиранского пролива, закрыл воздушное пространство над заливом Акаба для израильской авиации, инициировал нападения федайин на израильское население через ливанскую и иорданскую границы, а также объявил о сделке по приобретению чешского оружия. Однако, с раскрытием чешской сделки с оружием, Бен Гурион полагал, что Насер теперь обладает инструментами, с помощью которых он может претворять в жизнь свои агрессивные намерения. Поэтому Бен-Гурион попытался спровоцировать упреждающую войну с Египтом.
С декабря 1955 года по февраль 1956 года египтяне подавляли «гражданское» проникновение в Израиль, однако их солдаты часто обстреливали линию израильских патрулей.
Некоторые действия по проникновению были инициированы палестинскими арабскими беженцами, которые якобы искали родственников, возвращались в свои дома, возвращали имущество, возделывали поля, собирали урожай и требовали мести. Половина тюремного населения Иордании в то время состояла из людей, арестованных за попытку вернуться на территорию Израиля или незаконно проникнуть на неё, но число жалоб, поданных Израилем в связи с проникновением с Западного берега, значительно сократилось, с 233 в первые девять 1952 года, до 172 за тот же период в 1953 году, непосредственно перед нападением на Кибью. Это заметное сокращение было в значительной степени результатом повышения эффективности Иордании в патрулировании. Согласно некоторым израильским источникам, в период с июня 1949 года по конец 1952 года в общей сложности 57 израильтян, в основном гражданские лица, были убиты палестинскими преступниками с Западного берега и Иордании. Число погибших в Израиле за первые девять месяцев 1953 года составило 32. В течение примерно того же периода времени (ноябрь 1950 года — ноябрь 1953 года) Смешанная комиссия по перемирию осудила израильские рейды 44 раза. Кроме того, в течение того же периода 1949—1953 годов Иордания утверждала, что в результате израильских вторжений и трансграничных бомбардировок 629 человек были убиты.

## Политика
Премьер-министр Израиля Давид Бен-Гурион и начальник штаба Израиля Моше Даян приказали провести ответные рейды в качестве жесткой реакции на террористические атаки. Идея заключалась в том, что за любым нападением на израильтян последует сильный ответ Израиля.
Этот подход доминировал в Израиле в 1950-х и 1960-х годах, хотя он был не единственным. Моше Шарет, израильский премьер-министр во время операций возмездия, возражал против этой политики.
Глава наблюдателей Организации Объединённых Наций за перемирием генерал-лейтенант Канад Э. Л. Бернс очень критически относился к тому, что он назвал «постоянной провокацией израильских сил и вооруженных кибуцев». Он пришёл к выводу: «Возмездие не заканчивает дело; оно продолжается и продолжается».

## Основные операции

### Апрель 1951 г. — октябрь 1956 г.
- Нападение на аль-Хамму[англ.] (ивр. התקיפה באל-חמה‎) — после инцидента в Эль-Хамме 4 апреля 1951 года, когда семь израильских солдат были убиты после попытки обеспечить суверенитет Израиля в демилитаризованной зоне, включая в себя анклав Эль-Хамма — Хамат Гадер. На следующий день была проведена первая операция возмездия с момента подписания соглашений о прекращении огня. В отличие от последующих операций возмездия, эта операция была проведена ВВС Израиля. Операция не удалась, атакующие самолёты не достигли цели.
- Рейд в Бейт-Джала[англ.]. В ответ на изнасилование и убийство еврейской девушки в контролируемом Израилем Иерусалиме были взорваны три дома в палестинской арабской деревне Бейт-Джалла, и семь арабских мирных жителей были убиты. Израиль официально отрицает причастность, но международные следователи обвиняют в рейде взвод ИДФ .
- Операция «Шошана» (ивр. מבצע שושנה‎), известная как «Резня в Кибии» была проведена 14 октября 1953 года после нападения, в результате которого была убита израильская мать и двое её детей. Под командованием Ариэля Шарона силы, состоящие из десантников и членов подразделения 101, совершили ночное нападение на деревню Кибья на Западном берегу, которая в то время контролировалась Иорданией. Шестьдесят девять жителей деревни были убиты во время операции. Кроме того, было разрушено сорок пять домов, школа и мечеть[17].
- Операция «Черная стрела»[англ.] (ивр. מבצע חץ שחור‎) — проводилась в контролируемой Египтом Газе в период с 28 февраля по 1 марта 1955 года. Операция была нацелена на египетскую армию. Тридцать восемь египетских солдат были убиты во время операции, 30 ранено; восемь солдат Израиля были убиты и 13 получили ранения. По словам президента Гамаля Абделя Насера, эта операция была основной мотивацией для египетско-чешской сделки по оружию, которая состоялась позднее в 1955 году.
- Операция Элькаям[англ.] (ивр. מבצע אלקיים‎) — проведена 31 августа 1955 года против полицейских сил Хан-Юнис, откуда были совершены нападения на израильтян. 72 египетских солдата были убиты во время операции. За операцией последовало массовое наращивание египетских войск в секторе Газа.
- Операция «Джонатан» (ивр. מבצע יונתן‎) — нападение, совершенное 11-12 сентября 1955 года двумя десантными ротами на полицейский форт Хирбет-эль-Рахва на дороге Хеврон- Беэр-Шева, в результате которого было убито более двадцати иорданских солдат и полицейских. Среди раненых израильтян был капитан Меир Хар-Цион [18][19]
- Операция «Эгед»[англ.] (ивр. מבצע אגד‎). После провокации у египетской границы в демилитаризованной зоне Ницана, 28-29 октября 1955 года двести десантников совершили ответный налет на египетский военный пост в Кунтилле . Двенадцать египетских солдат были убиты, а ещё двадцать девять были взяты в плен.
- Операция «Вулкан»[англ.] (ивр. מבצע הר געש‎) — после вторжения египетских войск в израильскую молодёжную деревню и коммунальное поселение Ницана в демилитаризованной зоне, ИДФ осуществили нападение в этом районе 2 ноября 1955 года. 81 египетский солдат был убит во время операции и 55 были захвачены в плен[20]. Семь солдат ИДФ были убиты во время операции.
- Операция «Саир» (ивр. מבצע שעיר‎) — проведена 22 декабря 1955 года. Силы ИДФ совершили налет на сирийские аванпосты на склонах Голанских высот.
- Операция «Оливковые листья»[англ.] (ивр. מבצע עלי זית‎) — проведена 11 декабря 1955 года на сирийских постах, расположенных на восточном побережье Галилейского моря, в ответ на постоянные сирийские нападения на израильских рыбаков. 54 сирийских солдата были убиты и 30 были взяты в плен. Шесть солдат ИДФ были убиты во время операции.
- Операция «Гулливер» (ивр. מבצע גוליבר‎) — проведена 13 сентября 1956 года в Иордании.
- Операция «Лулав» (ивр. מבצע לולב‎) — проведена 25 сентября 1956 года в арабской деревне Хусан, недалеко от Вифлеема. Операция была проведена в ответ на убийство участников археологической конференции в Рамат-Рахель и убийство двух фермеров из Мошава Аминадава и кибуца Маоз Хаим.
- Точечные ликвидации — 11 июля 1956 года Мустафа Хафез, командир египетской военной разведки в секторе Газа и организатор рейдов в Федайине, был убит израильской военной разведкой в ходе операции, запланированной генерал-майором Иосафатом Харкаби. На следующий день Израиль убил Салаха Мустафу, египетского военного атташе в Аммане, который посылал инфильтрантов в Израиль через Западный берег[21].
- Операция «Самария» (ивр. מבצע שומרון‎) — проведена 10 октября 1956 года, когда силы ИДФ атаковали полицейские силы в Калькилии. В ходе операции было убито 100 иорданских солдат и 17 солдат ИДФ. Операция была проведена в ответ на постоянные проникновения с Западного берега и в ответ на постоянные нападения иорданской армии, направленные на израильских солдат и гражданских лиц.

### Жертвы 1949—1956 гг.
В период между 1949 и 1956 годами в результате нападений соседей Израиля на границе погибли около 200 израильтян, и, возможно, ещё 200 израильских солдат были убиты в результате столкновений на границе или рейдов ИДФ. За тот же период было убито от 2700 до 5000 арабов. Эта цифра включает много безоружных гражданских лиц, которые пересекли границу по экономическим или социальным причинам. Большинство из них были убиты в 1949—1951 гг. После чего в среднем было от 300 до 500 убитых в год.

### Январь 1960 — ноябрь 1966
Синайская война 1956 года завершила первый этап израильских операций возмездия. Политика операций возмездия продолжалась после Синайской войны, но была начата в основном против Иордании и Сирии, потому что в то время большинство нападений происходило через границы Иордании и Сирии. Основные операции возмездия, проведенные после Синайской войны, включают:
- Операция «Крикет» (Хаголь) (ивр. מבצע חרגול‎), проведенная 31 января 1960 года, была первой израильской операцией возмездия, проведенной после Синайской войны. Операция была проведена силами Голаны в сирийской деревне Тауфик в ответ на нападения на израильтян в Тель-Кацире. Тауфик был определён ЦАХАЛом как центр многих сирийских атак, и в результате было решено, что разрушение деревни было жизненно важным. Во время операции деревня была захвачена и разрушена, а израильские силы подверглись нападению сирийской артиллерии. Шесть сирийских солдат были убиты во время операции. Три солдата ИДФ были убиты и семеро получили ранения.
- Операция «Ласточка» (ивр. מבצע סנונית‎) — ещё одна операция, проведенная в отместку за сирийские нападения на израильских рыбаков на Кинерете. Во время операции (проведенной 16 марта 1962 года) израильские войска из бригады «Голани» совершили налет на сирийские посты в деревне Нукейб. 30 сирийских солдат были убиты, в то время как семь солдат ИДФ были убиты и семь получили ранения во время операции.
- Инцидент в Саму[англ.] (ивр. פעולת סמוע‎) ноября 1966 года силы ИДФ, сопровождаемые поддержкой с воздуха, напали на деревню ас-Саму, расположенную к югу от города Хеврон, в ответ на диверсии, совершенные ранее против израильских целей. Во время операции были взорваны десятки домов, а 18 иорданцев погибли. Также был убит один солдат ИДФ — командир десантного батальона подполковник Йоав Шахам. В дополнение к наземной операции было проведено воздушное сражение между восемью самолётами Hawker Hunter Королевских ВВС Иордании и четырьмя самолётами Dassault Mirage III ВВС Израиля.